# Luis López Fernández
Luis Aurelio López Fernández (sinh ngày 13 tháng 9 năm 1993) là một cầu thủ bóng đá người Honduras thi đấu ở vị trí thủ môn cho Real España. Anh từng là thành viên của Honduras tại Giải vô địch bóng đá thế giới 2014.